# تانیا ریموند
تانیا ریموند (انگلیسی: Tania Raymonde؛ زادهٔ ۲۲ مارس ۱۹۸۸) یک هنرپیشه اهل ایالات متحده آمریکا است. وی از سال ۲۰۰۰ میلادی تاکنون مشغول فعالیت بوده‌است.
از کارهای معروف او می‌توان به نقش الکس روسو در سریال لاست اشاره کرد.

## گزیدهٔ آثار

### سینما
- آبی همانند جاز (۲۰۱۲)
- صخره‌های آزادی (۲۰۱۹)
- deep blue sea (۲۰۲۰)

### تلویزیون
- سی‌اس‌آی (۲۰۱۵)
- تئوری بیگ بنگ (۲۰۱۴)
- ۹۰۲۱۰ (۲۰۱۲)
- استخوان‌ها (۲۰۰۹)
- لاست (۲۰۱۰–۲۰۰۶)
- ان‌سی‌آی‌اس (۲۰۰۵)
- دنیای مالکوم (۲۰۰۲–۲۰۰۰)